# Bromek umeklidyniowy
Bromek umeklidyniowy (łac. umeclidinii bromidum) – wielofunkcyjny organiczny związek chemiczny, pochodna chinuklidyny, z grupy inhibitorów receptorów muskarynowych (M2–M3), długodziałający wziewny lek rozszerzający oskrzela w przewlekłej obturacyjnej chorobie płuc.

## Mechanizm działania
Bromek umeklidyniowy jest długo działającym antagonistą receptorów muskarynowych (M2–M3). Poprzez wiązanie się z receptorami muskarynowymi w mięśniówce gładkiej oskrzeli hamuje cholinergiczne (zwężające oskrzela) działanie acetylocholiny wydzielanej na zakończeniach nerwów przywspółczulnych. Po 6–8 dniach stosowania leku zostaje osiągnięty stan stacjonarny, w którym okres półtrwania wynosi 26–28 godzin.

## Zastosowanie
- podtrzymujące leczenie rozszerzające oskrzela w celu łagodzenia objawów u dorosłych pacjentów z przewlekłą obturacyjną chorobą płuc[3]

Bromek umeklidyniowy jest dopuszczony do obrotu w Polsce (2018), zarówno jako preparat prosty (Incruse, Rolufta), jak i w lekach złożonych z wilanterolem (Anoro, Laventair) oraz wilanterolem i furoinianem flutykazonu (Elebrato, Trelegy).

## Działania niepożądane
Bromek umeklidyniowy może powodować następujące działania niepożądane u ponad 1% pacjentów: ból głowy, tachykardia, kaszel, zakażenie układu moczowego, zapalenie zatok przynosowych, zakażenia górnych dróg oddechowych oraz przeziębienie.